# Карпов, Николай Фролович
Николай Фролович Карпов (1917—1999) — советский геолог, Герой Социалистического Труда (1981).

## Биография
Николай Фролович Карпов родился 1 января (по другим данным — 19 марта) 1917 года на станции Медведево (ныне — в черте города Бологое Тверской области). В 1940 году он окончил Ленинградский государственный университет. В том же году он был призван на службу в Рабоче-Крестьянскую Красную Армию. Участвовал в Великой Отечественной войне.
В 1946 году в звании капитана был уволен в запас. С того же года работал геологом, начальником отряда в геологических партиях Казахского геологического управления Министерства геологии СССР. Позднее был главным инженером, главным геологом Степной экспедиции 1-го Главного геолого-разведочного управления в городе Макинске. Руководил открытием крупных месторождений урана в Средней Азии, давших много сырья для атомной промышленности СССР.
В 1962 году Карпов был переведён на работу в Москву. Возглавлял 1-е Главное геолого-разведочное управление Министерства геологии СССР, занимавшегося открытием урановых месторождений, был членом коллегии этого же Министерства. В 1979 году занял пост начальника Всесоюзного геологического объединения Министерства геологии СССР. За время его работы было открыто большое количество богатейших месторождений урана, построено множество социально-культурных и жилых объектов для геологоразведчиков. За его работу ему дважды присваивались Государственные премии СССР.
Указом Президиума Верховного Совета СССР от 10 марта 1981 года за «выдающиеся производственные достижения, досрочное выполнение заданий десятой пятилетки и принятых социалистических обязательств, проявленную трудовую доблесть» Николай Фёдорович Карпов был удостоен высокого звания Героя Социалистического Труда с вручением ордена Ленина и медали «Серп и Молот».
В 1987-1988 годах Карпов был генеральным директором Государственного производственного объединения по геологоразведочным работам Министерства геологии СССР. В 1988 году вышел на пенсию. Проживал в Москве. Скончался в 1999 году.
Заслуженный геолог РСФСР. Был награждён орденами Отечественной войны 2-й степени и Красной Звезды, рядом медалей.